# …Something to Be
A …Something to Be a Matchbox Twenty frontemberének, Rob Thomasnak az első szólóalbuma, amely 2005. április 5-én az Atlantic Records és a Warner Music Group közös kiadásában jelent meg. Magyarországi megjelenése 2005. május 27-én volt.

## Az album dalai
Az összes dal szerzője Rob Thomas, kivéve ahol más neve is jelölve van. 
|     | Cím                        | Szerző(k)                                                | Hossz |
| --- | -------------------------- | -------------------------------------------------------- | ----- |
| 1.  | This Is How a Heart Breaks | Thomas Christian Karlsson Henrik Jonback Pontus Winnberg | 3:50  |
| 2.  | Lonely No More             |                                                          | 3:47  |
| 3.  | Ever the Same              |                                                          | 4:16  |
| 4.  | I Am an Illusion           |                                                          | 4:53  |
| 5.  | When the Heartache Ends    |                                                          | 2:51  |
| 6.  | …Something to Be           |                                                          | 4:31  |
| 7.  | All That I Am              |                                                          | 4:28  |
| 8.  | Problem Girl               |                                                          | 3:55  |
| 9.  | Fallin' to Pieces          |                                                          | 4:11  |
| 10. | My, My, My                 |                                                          | 4:18  |
| 11. | Streetcorner Symphony      | Thomas, Matt Serletic                                    | 4:09  |
| 12. | Now Comes the Night        | Thomas, Serletic                                         | 4:55  |

### Bónuszdalok
| 13. | Not Just a Woman                                      | 3:03 |
| 14. | You Know Me                                           | 3:48 |
| 15. | This Is How a Heart Breaks (Pull's Defibrillator Mix) | 6:32 |
| 16. | Lonely No More (Clear Channel "Stripped" Mix)         | 3:44 |
| 17. | Lonely No More (zenei videó)                          | 3:45 |
| 18. | Ever the Same (zenei videó)                           | 4:04 |

| 13. | Not Just a Woman                                      | 3:03 |
| 14. | You Know Me                                           | 3:48 |
| 15. | Lonely No More (Clear Channel Stripped Version)       | 3:44 |
| 16. | This Is How a Heart Breaks (Pull's Defibrillator Mix) | 6:32 |

| 13. | Fallen | 4:36 |

## …Something More EP
Az album kiadásának napján szintén napvilágot látott egy …Something More című EP is, amelyet kizárólag az amerikai Target áruházak forgalmaztak. Erre a következő dalok kerültek fel:
|    | Cím                                            | Hossz |
| -- | ---------------------------------------------- | ----- |
| 1. | ...Something to Be (downtown version)          | 4:25  |
| 2. | When the Heartache Ends (piano version)        | 3:14  |
| 3. | Not Just a Woman                               | 3:06  |
| 4. | You Know Me                                    | 3:32  |
| 5. | Dear Joan                                      | 4:58  |
| 6. | Lonely No More (Jason Nevins Rock Da Club Mix) |       |
| 7. | Lonely No More (Francois L. Club Mix)          |       |

- A Not Just a Woman-t az énekes feleségéről, Marisolról írta, a You Know Me Thomas azon régi ismerőseinek szól, akik soha nem hittek sikerességében, a Dear Joan pedig még a Tabitha's Secret érában született évekkel ezelőtt.

## Formátum, extrák
Az album úgynevezett DualDisc formátumú, azaz a lemez egyik oldala hagyományos CD 12 dallal, a másik oldala pedig DVD. A DVD-oldalon a 12 dal 5.1 surround hangzásban újrakevert változata hallható. Ezen kívül található rajta fotógaléria, az összes dalszöveg, infók a Sidewalk Angels Foundation-ről (alatta Thomas A New York Christmas című számát lehet meghallgatni).
Szintén a DVD-oldalon egy összesen 20 perces dokumentumfilm is megtalálható.
Részei
1. Az énekes a stúdióban a This is How a Heart Breaks felvétele közben.
2. A Streetcorner Symphony felvétele John Mayer közreműködésével.
3. Rob Thomas a Now Comes the Night-ról beszélget producerével, Matt Serletic-kel, majd előadja a dalt saját zongorakísérettel.
4. A lemez megjelenéséhez kapcsolódó fotózás Mark Seliger fotós műtermében.

## Közreműködtek
A lemez producere Matt Serletic volt, (ő jegyzi a Matchbox Twenty első három nagylemezét is), a keverőpultnál Jimmy Douglass és David Thoener ültek. A lemez-felvételre New Yorkban, Los Angelesben és Ossiningben (NY állam) került sor 2004 augusztusa és decembere között.
Az albumon közreműködnek: John Mayer gitáron a Streetcorner Symphony című számban, Robert Randolph ún. „lap steel" gitáron az I Am An Illusion-ben, szintén gitáron Mike Campbell (Tom Petty and the Heartbreakers), Wendy Melvoin (Wendy & Lisa), valamint Jeff Trott (Sheryl Crow Band). Basszusgitáron játszik Mike Elizondo (Dr. Dre, Eminem), dobon Gerald Hayward (Mary J. Blige, Beyoncé). Valamint Cassidy az Antigone Rising énekesnője, aki a Someting To Be és a My, My, My c. számokban vokálozott. Valamennyi számban Matt Serletic-et hallhatjuk billentyűs hangszereken játszani.
A zenészek kiválasztásával kapcsolatban Thomas a következőket mondta: "Olyan emberekkel akartam együttdolgozni, akiknek a munkáját mindig is sokra tartottam és akikkel kapcsolatban azt gondoltam, valami olyasmit hoznának létre, aminek azelőtt soha sem voltam a részese. Minden zenész, aki közreműködött a lemezen, közvetlenül kapcsolódik egy olyan korábban készített lemezhez, amiből mindig is akartam egy szeletet. Az elképzelés az volt, hogy összehozzam őket ezen az albumon."
Azt, hogy miért maradt meg régi producerénél a következőképpen indokolta: "Egyik nap rájöttem, hogy ha tényleg meg akarom mutatni, hogy mennyit fejlődtem zeneileg, fontos, hogy ugyanazt a producert használjam, akit azelőtt. […] Nem akartam, hogy valaki más kapja meg az elismerést."
Az album képeit Mark Seliger készítette.

## Zene és szövegek
Az album erősségét kétségkívül a különböző stílusok keveredése adja meg. Található rajta pop (Lonely No More, Something To Be, Problem Girl), rock (This is How a Heart Breaks, I am an Illusion), country (Fallin' To Pieces), világzene (All That I am), ballada (Ever The Same, When the Heartache Ends, Now Comes the Night) valamint blues (Streetcorner Symphony) is. A lemez minden dala tulajdonképpen ars poetica a hírnévről, munkáról, házasságról, halálról valamint Istenről, és e fogalmak összefüggéseiről.
A matchbox twenty rajongóit kétségkívül meglepte ez a fordulat, azonban Rob Thomas többször elmondta, hogy első szólóalbumával meg akarta mutatni, másra is képes, mint a rockzene.

## Helyezések, eredmények, díjak
A …Something to Be az amerikai Billboard 200 sikerlista 1. helyén debütált. Kiadásának első hetében 252 000 darab kelt el az albumból az Egyesült Államokban. Rob Thomas lemezével rögtön két rekordot állított fel: ő volt az első férfi énekes aktív zenekarból, akinek az első szólóalbuma a Billboard 1955-ös indulása óta az 1. helyen debütált, ezen kívül DualDisc formátumban kiadott lemez még sohasem került első helyre azelőtt. Az album az ausztrál ARIA-sikerlistán szintén az 1. helyen debütált.
2005 novemberében Rob Thomas két kategóriában kapott Grammy-jelölést: a Lonely No More-ért a „Best Male Pop Vocal Performance", valamint a This is How a Heart Breaks-ért a „Best Solo Rock Vocal Performance" kategóriákban.
A Lonely No More ezen felül USA-ban a 6., Ausztráliában pedig a legjátszottabb dal lett 2005-ben. Utóbbi elismeréseként Rob ausztrál zenei díjat (APRA-t) kapott 2006 júniusában.
A …Something to Be világszerte sikeres lett, az eladott példányok száma meghaladja a 3 milliót.
| Listák (2005)                                | Legjobb helyezés |
| -------------------------------------------- | ---------------- |
| Ausztrália (ARIA Top 50 Albums)              | 1                |
| Ausztria (Ö3 Austria Top 40)                 | 19               |
| Kanada (Billboard Canadian Albums Chart)     | 2                |
| Dánia (Hitlisten Album Top 40)               | 16               |
| Hollandia (Dutch Charts Album Top 100)       | 64               |
| Franciaország (SNEP Album Top 100)           | 115              |
| Németország (Offizielle Top 100)             | 10               |
| Magyarország (MAHASZ Top 40 albumlista)      | 37               |
| Új-Zéland (Recorded Music NZ Top 40 Albums)  | 14               |
| Norvégia (VG-lista Album Top 40)             | 13               |
| Spanyolország (PROMUSICAE Top 100 Álbumes)   | 70               |
| Svédország (Sverigetopplistan Top 60 Albums) | 19               |
| Svájc (Schweizer Hitparade Top 100 Albums)   | 19               |
| Egyesült Királyság (UK Albums Chart)         | 11               |
| USA Billboard 200                            | 1                |

| Listák (2005)                   | Legjobb helyezés |
| ------------------------------- | ---------------- |
| Ausztrália (ARIA Top 50 Albums) | 15               |
| USA Billboard 200               | 46               |
| Lista (2006)                    | Legjobb helyezés |
| Ausztrália (ARIA Top 50 Albums) | 95               |

| Ország (szervezet)                               | Minősítés  | Eladások   |
| ------------------------------------------------ | ---------- | ---------- |
| Ausztrália (ARIA)                                | 3× Platina | 210 000^   |
| Kanada (Music Canada)                            | Platina    | 100 000^   |
| Új-Zéland (RMNZ)                                 | Arany      | 7500^      |
| Egyesült Királyság (BPI)                         | Ezüst      | 60 000^    |
| Egyesült Államok (RIAA)                          | 2× Platina | 2 000 000^ |
| ^ Eladási adat csak eredeti tanúsítvány alapján. |            |            |

### Kislemezek
| Év                                                            | Cím                        | Helyezések | Helyezések | Helyezések | Helyezések | Helyezések | Helyezések | Helyezések | Helyezések | Helyezések | Helyezések | Helyezések | Helyezések   | Helyezések | Eladási minősítések           |
| Év                                                            | Cím                        | USA        | USA AC     | AUS        | AUT        | GER        | NLD        | NZL        | SWE        | SWI        | UK         | HUN Rádiós | HUN Editors' | HUN Dance  | Eladási minősítések           |
| ------------------------------------------------------------- | -------------------------- | ---------- | ---------- | ---------- | ---------- | ---------- | ---------- | ---------- | ---------- | ---------- | ---------- | ---------- | ------------ | ---------- | ----------------------------- |
| 2005                                                          | Lonely No More             | 6          | 1          | 3          | 24         | 16         | 39         | 9          | 10         | 24         | 11         | 1          | 1            | 40         | - USA: Platina - AUS: Platina |
| 2005                                                          | This Is How a Heart Breaks | 52         | 25         | 13         | —          | —          | —          | 24         | —          | —          | 67         | —          | 39           | —          | - USA: Arany                  |
| 2005                                                          | Ever the Same              | 48         | 4          | 29         | —          | —          | —          | 34         | —          | —          | —          | —          | —            | —          | - USA: Arany                  |
| 2006                                                          | …Something to Be           | —          | —          | 40         | —          | —          | —          | —          | —          | —          | —          | —          | —            | —          | —                             |
| 2006                                                          | Streetcorner Symphony      | 64         | 4          | —          | —          | —          | —          | —          | —          | —          | —          | —          | —            | —          | —                             |
| "—" nem fért fel a listára, vagy nem jelent meg az országban. |                            |            |            |            |            |            |            |            |            |            |            |            |              |            |                               |

## Kapcsolódó DVD-k
- My Secret Record: Or How I Learned to Stop Worrying and Love the Biz

Rob Thomas első szolóalbumának felvételeit, annak promotálását, valamint Rob és Marisol Thomas magánéletét bemutató dokumentumfilm, amelyet 2007. április 19-én mutattak be a Nashville-i Filmfesztiválon. Szereplők: Rob Thomas, Alicia Keys, John Mayer, Carlos Santana, Robert Randolph, Wendy Melvoin, Jeff Trott, Mike Elizondo, Gerald Heyward és Clive Davis. Rendező: Gillian Grisman.
- Rob Thomas Video EP (2005. november 22.)

Az énekes első önálló DVD-je, amit kizárólag az amerikai Wal-Mart hypermarketek forgalmaztak. A kiadványból származó bevételeket a Sidewalk Angels alapítvány javára fordította.
Tartalom:
1. Lonely No More – Making Of (Így készült…)
2. Lonely No More – Video
3. This Is How A Heart Breaks – Video
4. Lonely No More Live – MTV ReAct Now: Music & Relief koncert

## Érdekességek
- A …Something to Be Mariah Carey nagy visszatérő albumát a The Emancipation of Mimi-t szorította le a Billboard 200 első helyéről a megjelenés hetében.
- A címet, a Lonely No More-t Rob egyik kedvenc Kurt Vonnegut könyve a Börleszk, avagy nincs többé magány (Slapstick or Lonesome No More) inspirálta.
- Az amerikai ABC TV társaság a Lonely No More-ral reklámozta a Született feleségek kezdő szériáját 2005 tavaszán, majd 2006 őszén másik három sorozatát (Ki ez a lány?, A Grace klinika, Six Degrees) hirdette a Streetcorner Symphony c. dallal.
- Az Ever The Same c. klip főszereplője a fiatal színésztehetség Wilmer Valderrama, valamint Rob Thomas felesége, Marisol voltak.
- 2005. május 14-től a This is How a Heart Breaks az NBA amerikai kosárlabda-szövetség hivatalos dala volt egészen a döntőkig. Minden mérkőzés közvetítésének elején (az USA-ban az ABC televíziós társaság sugározta) bejátszottak egy 30 másodperces klipet a számból.
- Az album eredetileg a So Much For Dancing címet kapta volna.